# تویوتا موتور آمریکای شمالی
تویوتا موتور آمریکای شمالی (انگلیسی: Toyota Motor North America) شرکت خودروسازی آمریکایی است، که در سال ۱۹۵۷ توسط شرکت تویوتا تأسیس شد و هم‌اکنون وظیفه تولید و توزیع محصولات تویوتا و لکسوس در آمریکای شمالی را برعهده دارد. 